# Tuolluvaara
Tuolluvaara (nordsamiska Duolluvárri), Tuolla i dagligt tal, är en stadsdel i Kiruna i Kiruna kommun. Mellan 2015 och 2020 klassade SCB bebyggelse som en tätort separerad från tätorten Kiruna.

## Historia
Namnet kommer av gruvberget Tuolluvaara som ligger strax öster om Kirunas nya centrum. Orten är belägen på bergets sydöstra sida. Under tidigt 1990-tal revs ett flertal hyreshus i Tuolluvaara, för att ersättas med villabebyggelse.
Järnmalmsfyndigheterna i Tuolluvaara upptäcktes 1897 av Hjalmar Lundbohm och dagbrottsbrytning inleddes 1903 av det då nybildade Tuolluvaara Gruv AB. Tuolluvaaragruvan lades ned i början av 1980-talet, på grund av höga driftkostnader. Den runda gruvlaven är Sveriges näst högsta existerande gruvlave, tillsammans med Garpenberg S, som båda är 76 meter höga. Den högsta gruvlaven finns i Aitik.
Kirunas nya centrum håller på att byggas upp i anslutning till det gamla gruvområdet. Den 3 september 2022 invigdes den nya stadskärnan officiellt vid en invigningsceremoni.

## Befolkningsutveckling

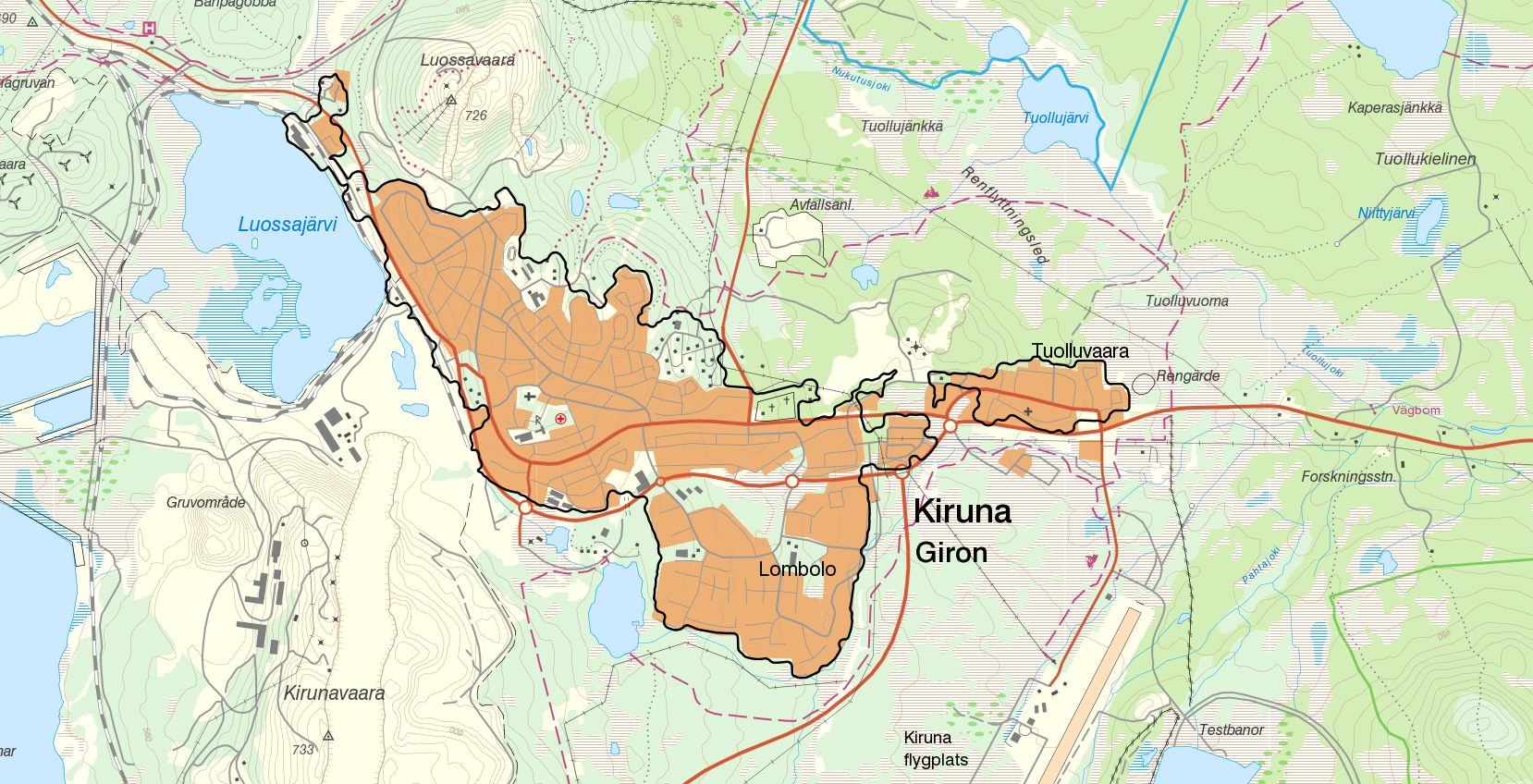
De av Statistiska centralbyrån avgränsade tätorterna Kiruna och Tuolluvaara, med gränserna från tätortsavgränsningen 2015.

| Befolkningsutvecklingen i Tuolluvaara 1920–2020 | Befolkningsutvecklingen i Tuolluvaara 1920–2020 | Befolkningsutvecklingen i Tuolluvaara 1920–2020 | Befolkningsutvecklingen i Tuolluvaara 1920–2020 | Befolkningsutvecklingen i Tuolluvaara 1920–2020 |
| --- | ----------------------------------------------- | ----------------------------------------------- | ----------------------------------------------- | ----------------------------------------------- |
| |                                                 |                                                 |                                                 |                                                 |
| År |                                                 |                                                 | Folkmängd                                       | Areal (ha)                                      |
| 1920 | 1920                                            |                                                 | 450                                             | ##                                              |
| 1930 | 1930                                            |                                                 | 466                                             | ##                                              |
| 1935 | 1935                                            |                                                 | 369                                             | ##                                              |
| 1940 | 1940                                            |                                                 | 440                                             | ##                                              |
| 1945 | 1945                                            |                                                 | 508                                             | ##                                              |
| 1950 | 1950                                            |                                                 | 440                                             | ##                                              |
| 1960 | 1960                                            |                                                 | 1 313                                           | 69                                              |
| 1965 | 1965                                            |                                                 | 1 288                                           | 128                                             |
| 1970 | 1970                                            |                                                 | 1 270                                           | 128                                             |
| 2015 | 2015                                            |                                                 | 979                                             | 68                                              |
| 2020 | 2020                                            |                                                 | 975                                             | 68                                              |
| Anm.: 1935, 1945-1950 som Tuolluvara; Sammanvuxen med Kiruna 1975. 2015 utbröts Tuolluvaara ur Kiruna för att återigen utgöra en egen tätort. ## Som tätort/befolkningsagglomeration 1920–1950. |                                                 |                                                 |                                                 |                                                 |

## Personer från orten
Fyra av ursprungsmedlemmarna i Shanes växte upp i Tuolluvaara.